# Rue Albert-Malet
La rue Albert-Malet est une voie située dans le quartier du Bel-Air du 12e arrondissement de Paris.

## Situation et accès
La rue Albert-Malet est accessible par la Ligne 3a du tramway d'Île-de-France aux arrêts Alexandra David-Néel et Montempoivre ainsi que par la ligne de métro 1 à la station Porte de Vincennes.

## Origine du nom
Elle porte le nom de l'historien Albert Malet, mort durant la Première Guerre mondiale.

## Historique
La voie a été ouverte en 1933 sur l'emplacement du bastion no 8 de l'enceinte de Thiers. Elle fut créée pour donner accès aux immeubles de briques rouges (qui en l'occurrence dans cette rue sont largement recouverts de crépi blanc), dits « habitations à bon marché », que la ville de Paris fit construire à cette époque pour répondre notamment à l'afflux de la population de province vers la capitale en ce temps-là.

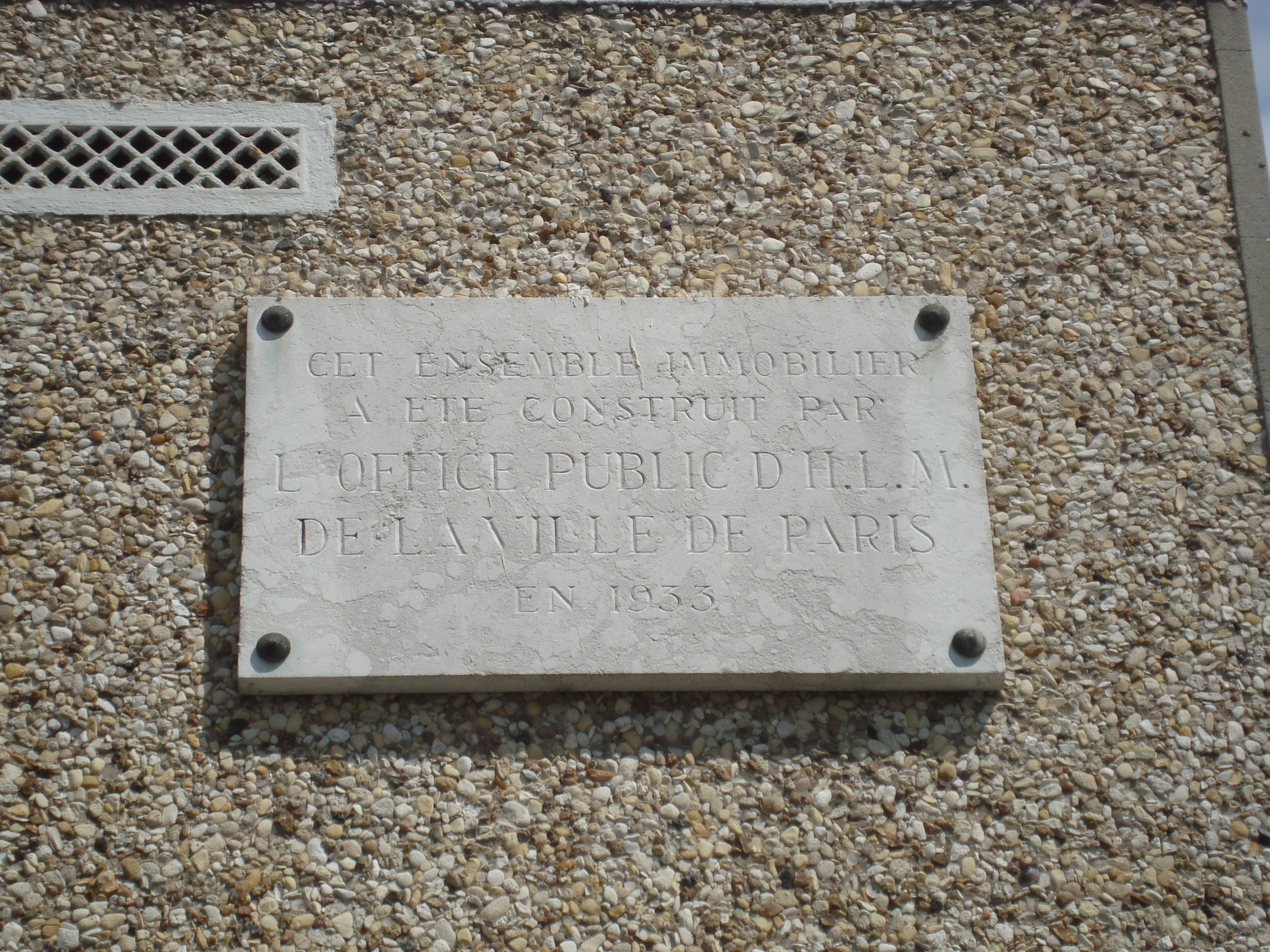
Plaque datant de 1933 rappelant l'origine des immeubles de type HBM.

## Bâtiments remarquables et lieux de mémoire
- Les squares Émile-Cohl et Georges-Méliès.
- Accès à proximité à la Promenade plantée.